# Anaplusia
Anaplusia là một chi bướm đêm thuộc họ Noctuidae.

## Các loài
- Anaplusia pannosa (Moore, 1882)